# Джинестра-дельи-Скьявони
Джинестра-дельи-Скьявони (итал. Ginestra degli Schiavoni) — коммуна в Италии, располагается в регионе Кампания, в провинции Беневенто.
Население составляет 565 человек (2008 г.), плотность населения составляет 38 чел./км². Занимает площадь 15 км². Почтовый индекс — 82020. Телефонный код — 0824.
Покровителем коммуны почитается святой Власий Севастийский.

## Демография
Динамика населения:

## Администрация коммуны
- Официальный сайт: http://www.comune.ginestradeglischiavoni.bn.it